# ドンデコルテ
ドンデコルテは、吉本興業東京本社（東京吉本）で活動する日本のお笑いコンビ。2019年11月結成。

## メンバー
小橋 共作（こばし きょうさく、1989年6月17日 - ）（35歳）
ツッコミ担当。立ち位置は向かって左。
- 本名は、小橋川 共作（こばしがわ きょうさく）。沖縄独自の名字だが沖縄感が無く、小橋と名乗っている。
- 身長166 cm、体重58 kg。血液型A型。
- 沖縄県宜野湾市出身。メリーランド大学グローバル・カレッジ校（UMGC; en:University of Maryland Global Campus）中退。
- 姉と兄がいる。実兄は、プロダクション人力舎所属のコンビ「魂ず」のコバシ。
- 趣味は、海外ドラマ、筋トレ、お酒。海外ドラマは同じものを繰り返し観賞する。酒はたくさん買って少しずつ飲む傾向がある。
- 特技は、あまり嫌われないこと、カエルみたいなあごが出ること
- 甘噛みが多く、本人は平場でのイジる役を望んでいたが結果としてイジられ役になることが多い。
- カンペを見過ぎている。
- 毎日、TwitterとInstagramに「こばしくんのいちにち」という絵日記を投稿している。
- モ二という名前のモルモットを飼っている。以前「モ」と名付けたハムスターを飼っており、「モから数えて2番目」という理由から「モ二」と名付けた。正しい表記は「も2」と語っているが、モルモットの保険証は「もに」となっている。

渡辺 銀次（わたなべ ぎんじ、1985年8月2日 - ）（39歳）
ボケ担当、立ち位置は向かって右。
- 本名は、渡邉 博基（わたなべ ひろき）。2022年1月1日から現芸名を使用している。
- 身長171 cm、体重68 kg。血液型A型。
- 山口県周南市出身。東京都立大学卒業。実家は農家で、銀行員の兄がいる。
- 趣味と特技は、共にけん玉。その他の趣味は、読書、日本文学。
- 良く通る声と短髪、目力が特徴的であり、舞台衣装では深い茶色のスーツを着用している。
- 手先が器用で、公式YouTubeのロゴを自作したり、靴のリペアを行ったりしている。
- 同期のカゲヤマ益田の実家にて大自然のしんちゃんと暮らしている。
- 高級中華でのアルバイト経験があり、炒飯が絶品。
- stand.FMの公式雑談の編集を担当している。

## 来歴・概要
デビルポメラニアン解散後、ピンで活動していた小橋がR-1ぐらんぷりでネタ終わりの「どうもありがとうございました」を5回噛み2回戦敗退。芸人を辞めようとしたが、ただ辞める訳にもいかず小橋が1番面白いと思っていた渡辺にダメ元で声をかけた。2018年、お試しコンビ「news38」（ニュースサンパチ）を結成。2019年に「ドンデコルテ」に改名し、同年のM-1グランプリで準々決勝へ進出したのをきっかけに、正式にコンビとして活動していくことを発表した。
コンビ結成後は、主に神保町よしもと漫才劇場にて活動。
2021年2月に行われたライブ「頂〜鳥〜」にて、1位を獲得。この結果を受け、当時の同劇場のランキングシステム（花鳥風月）の最上位ランク（花クラス）に昇格。
同年11月に行われたバトルライブ「Jimbochoグランプリ」にて、1位を獲得。
また、2022年7月に行われたjimbochoグランプリにて再び1位をコントで獲得。
YouTubeではネタを数本と靴のリペア、ラジオ（ドンデコルテの公式会談）を公開している。stand.FMにてドンデコルテの公式雑談を毎週土曜日に更新している。両者共に喫煙者であり、小橋がナチュラル・アメリカン・スピリット・ターコイズ、渡辺が主にキャメル・メンソール・ベリーカプセル・ボックス、他には、ピース・ライト・ボックス、Captain Black。

## コンビ名の由来
コンビ名は、高位の男性や強い男性を指す尊称「Don」と、襟の大きく開いたデザインの洋服を指すフランス語「Décolleté」を組み合わせた造語。由来となったのは、小橋と渡辺が視聴していた海外ドラマに出ていた女優である。
2019年に正式にコンビを結成することを決めた際、偶然2人が同じ海外ドラマを見ており、そこに出演していた女優が綺麗だという話題が挙がった。その女優が「デパルマ」という名前だったことを理由に、コンビ名を「デパルマ」とする。しかし、既に同じ名前の別のコンビがいたことや、コンビ名の由来がアメリカの映画監督のブライアン・デ・パルマだと思った人から映画好きのコンビであると勘違いされてしまったことなどを理由に、改名することに。
次は「件の女優を検索すると、ドレス姿の写真が多く出てくる」という理由から、「ドレス」というコンビ名に変えるも、「岩尾望（フットボールアワー）が過去に組んでいたコンビの名前が『ドレス』だった」という指摘を受け、再び改名することになる。
今度は「件の女優はデコルテが綺麗だ」という理由から、コンビ名を「デコルテ」にする。更に、正式に吉本興業所属のコンビとして活動を開始するに当たり、小橋から「首領という意味の『ドン』を付けたら強くなりそう」という提案があり、現在のコンビ名に至った。
なお、由来となった2つの言葉を並べた際の表記は「Don Décolleté」であるが、2022年3月時点、小橋のnoteのヘッダーでの表記は「Don Decollte」となっている。また、「ドンテコルテ」と誤解（誤表記）されることが度々ある。

## エピソード
- 渡辺が朝に弱く、小橋が朝に鬼電して起こしていた時期があった[23]。

## 芸風
主に漫才で、正統派のしゃべくり漫才。
小橋の平々凡々とした話に渡辺が強烈な持論を展開していくという構成。
ネタに入る前に、小橋が空に小橋と書き名乗った後に、渡辺が何かしらの動きと共に名乗り、小橋がそれにツッコむ形のツカミを行うことが多い。

## 出囃子
- 奥村愛子「ジャパン」[24]

## 賞レース等での成績

### コンビ

#### M-1グランプリ
| 年度             | 結果         | エントリー No. | 会場                   | 日程     | 備考                       |
| ---------------- | ------------ | -------------- | ---------------------- | -------- | -------------------------- |
| 2018年（第14回） | 2回戦進出    | 1522           | 雷5656会館ときわホール | 10月5日  | コンビ「news38」として出場 |
| 2019年（第15回） | 準々決勝進出 | 832            | NEW PIER HALL          | 11月19日 |                            |
| 2020年（第16回） | 準々決勝進出 | 1019           | NEW PIER HALL          | 11月17日 |                            |
| 2021年（第17回） | 準々決勝進出 | 378            | ルミネtheよしもと      | 11月16日 |                            |
| 2022年（第18回） | 3回戦進出    | 854            | よしもと有楽町シアター | 10月31日 |                            |
| 2023年（第19回） | 3回戦進出    | 847            | KANDA SQUARE HALL      | 11月6日  |                            |
| 2024年（第20回） | 準決勝進出   | 2356           | NEW PIER HALL          | 12月5日  |                            |

#### キングオブコント
- 2020年 キングオブコント2020 - 1回戦敗退[25]
- 2021年 キングオブコント2021 - 準々決勝進出[26]
- 2022年 キングオブコント2022 - 準々決勝進出[27]
- 2023年 キングオブコント2023 - 準々決勝進出[28]

#### その他
- ツギクル芸人グランプリ2025 - 準決勝進出[29]

### 個人
小橋
- 2019年 R-1ぐらんぷり2019 - 2回戦進出（「小橋平均値」名義）
- 2021年 R-1グランプリ2021 - 2回戦進出
- 2022年 R-1グランプリ2022 - 準々決勝進出
- 2023年 R-1グランプリ2023 - 2回戦進出
- 2024年 R-1グランプリ2024 - 1回戦敗退
- 2025年 R-1グランプリ2025 - 2回戦敗退

渡辺
- 2018年 R-1ぐらんぷり2018 - 3回戦進出（「有権者 渡辺」名義）
- 2019年 R-1ぐらんぷり2019 - 3回戦進出（「有権者 渡辺」名義）
- 2020年 R-1ぐらんぷり2020 - 準々決勝進出
- 2024年 R-1グランプリ2024 - 準決勝進出
- 2025年 R-1グランプリ2025 - 準々決勝進出

## 出演

### テレビ
- ネタパレ（フジテレビ、2021年1月22日[41]）
- ウチのガヤがすみません!（日本テレビ、2021年5月18日[42]）
- そろそろにちようチャップリン（テレビ東京、2021年9月4日[43]）
- THE CONTEへの道（フジテレビ、2022年8月6日[44]、2023年1月28日[45]）
- 競輪LIVE!チャリロトよしもと（BSよしもと、2022年10月10日[46] [47])

### ラジオ
- オールナイトニッポン0(ZERO) -決戦!お笑い有楽城 （ニッポン放送、2021年10月9日[48]）
- ドンデコルテの公式雑談（stand.fm、2021年2月21日[49] - ）

## 単独ライブ
2024年6月時点、全て神保町よしもと漫才劇場での開催。
- 2022年1月28日 - ドンデコルテ初単独ライブ「ひきちぎる」
- 2022年6月24日 - ドンデコルテ第二回単独ライブ「ふりたてる」
- 2023年1月27日 - ドンデコルテ第三回単独ライブ「みせつける」
- 2023年6月11日 - ドンデコルテ第四回単独ライブ「よみがえる」
- 2024年1月19日 - ドンデコルテ第五回単独ライブ「いつくしむ」
- 2024年6月14日 - ドンデコルテ第六回単独ライブ「むしりとる」
- 2025年1月19日 - ドンデコルテ第七回単独ライブ「なりかわる」